# Niedźwiada (województwo warmińsko-mazurskie)
Niedźwiada – osada w Polsce położona w województwie warmińsko-mazurskim, w powiecie ostródzkim, w gminie Małdyty nad jeziorem Sasiny. W latach 1975–1998 miejscowość administracyjnie należała do województwa olsztyńskiego.

## Historia
Wieś wzmiankowana w dokumentach z roku 1334 jako wieś pruska na 8 włókach, pod nazwą Cloken (w języku pruskim „clokis” oznacza niedźwiedzia). W roku 1782 we wsi odnotowano cztery domy („dymy”), natomiast w 1858 w czterech gospodarstwach domowych było 61 mieszkańców. W latach 1937–1939 było 65 mieszkańców. W roku 1973 – jako majątek – Niedźwiada należała do powiatu morąskiego, gmina Małdyty, poczta Połowite.
Obecnie w miejscowości nie ma zabudowy.